# دبليو دبليو إي راو
دبليو دبليو إي راو (بالإنجليزية: WWE RAW) (يتم الإعلان عنه أيضًا باسم دبليو دبليو إي ليلة الاثنين راو) (بالإنجليزية: WWE Monday Night Raw) هو برنامج رياضي ترفيهي تلفزيوني يبث حاليًا على يو اس ايه نيتورك في الولايات المتحدة وبدأ بثه لأول مرة في الأصل في 11 يناير، 1993، حيث بقي على القناة حتى عام 2000، عندما تم انتقل إلى قناة تي إن إن، والتي عرفت فيما بعد باسم سبايك تي في. في عام 2005، أعيد البرنامج إلى قناة يو اس ايه نيتورك. ومنذ إطلاقه في عام 1993، لا يزال البرنامج يبث على الهواء كل ليلة إثنين. وينظر إلى راو عمومًا بأنه البرنامج الرئيسي للشركة نظرا لتاريخها الوافر، والتقديرات عالية، وبثه لمدة ثلاث ساعات أسبوعيا بشكل حي، والتركيز على أحداث الدفع مقابل المشاهدة.
منذ الحلقة الأولى، بث دبليو دبليو إي راو من 197 ساحات مختلفة في 165 مدينة وبلدة في تسع دول مختلفة (الولايات المتحدة وكندا والمملكة المتحدة وأفغانستان في عام 2005 والعراق في 2006 و2007 وحلقة خاصة لتكريم القوات الأمريكية في ألمانيا في عام 1997 واليابان في عام 2005، وإيطاليا في عام 2007، والمكسيك في عام 2011). ابتداءً من الحلقة رقم 1,000 التي بثت في 23 يوليو 2012، أصبح راو يبث لمدة ثلاث ساعات، وهو التنسيق السابق الذي كان يستخدم لحلقات خاصة.

## البث الدولي
يُبث البرنامج على بشكل حي على يو اس ايه نيتورك (وبشكل متأخر أيام الأربعاء على مون2 باللغة الإنجليزية وأيام السبت على يونفرسل إتش دي، وأيام الأحد على مون2 باللغة الإسبانية (صباحًا) وبالإنجليزية الأصلية (مساءً) في الولايات المتحدة). أحيانًا، ُتبث راو بشكل متأخر في نفس اليوم عندما تقوم دبليو دبليو إي بجولةٍ وراء البحار. تُبث راو بشكل حي أيضًا على شبكة سكاي سبورتس 3 في المملكة المتحدة وجمهورية أيرلندا وعلى قناة سكاي سبورت 2 في إيطاليا. راو تُبث بشكل حي أيضًا على قناة سكاي دويتشلاند في ألمانيا منذ 14 فبراير، 2011. تُبث راو أيضًا في المكسيك على قناة تي في سي ديبورتيس منذ 6 أكتوبر، 2008 وعلى قناة كانال 5 منذ 18 يونيو، 2012.
| الدولة       | الشبكة الناقلة                                                          | مرجع          |
| ------------ | ----------------------------------------------------------------------- | ------------- |
| الوطن العربي | إم بي سي أكشن، وقناة أبوظبي الرياضية 6 فائقة الدقة (بث حي), وOSN sports | [ 11 ] [ 12 ] |

## الابطال
| اسم الحلبة          | الاسم الحقيقي          | ملاحظات                                                     |
| ------------------- | ---------------------- | ----------------------------------------------------------- |
| اكام                | صني دينسا              |                                                             |
| ابولو كروز          | ساسجوه اوه             |                                                             |
| ري ميستيريو         | أوسكار جوتيرريز        |                                                             |
| بارون كوربن         | توماس بيستوك           |                                                             |
| بيغ شو              | بول وايت               |                                                             |
| بو دالاس            | تايلور روتندا          |                                                             |
| بوبي رود            | روبرت رود الابن        |                                                             |
| بوبي لاشلي          | فرانكلين لاشلي         | مصاب في الخاصر                                              |
| برون سترومان        | ادم شير                | بطولة دبليو دبليو إي للفرق                                  |
| "ذا فيند" براي وايت | ويندهام روتندا         | مقدم برنامج FireFly Fun House                               |
| بروك ليسنر          | بروك ليسنر             |                                                             |
| تشاد جيبل           | تشاس بيتس              |                                                             |
| كيرت هوكينز         | بريان مايرز            |                                                             |
| كيرتس آكسل          | جوزيف هانجنغ           |                                                             |
| داش وايلدر          | دانيال ويلر            |                                                             |
| دولف زيجلر          | نيكولاس نميث           |                                                             |
| درو ماكنتاير        | اندرو غالوي            |                                                             |
| الأيس سامسون        | جيفري سكولسبو          |                                                             |
| فاندانغو            | كيرتس هاسي             | مصاب في كتفه الايسر                                         |
| فين بالور           | فيرغال ديفيت           |                                                             |
| هيث سلايتر          | هيث ميلر               |                                                             |
| جيسون جوردان        | ناثان ايفرهارت         | مصاب في عنقه                                                |
| جيندر ماهال         | يوفراج داسى            |                                                             |
| كين                 | غلين جاكوبس            | محافظ لبلدة نوكس                                            |
| كونر                | ريان بارميتر           |                                                             |
| مات هاردي           | ماثيو هاردي            |                                                             |
| مايك كاناليس        | مايكل بينيت            |                                                             |
| موجو راولي          | دين مهتدي              |                                                             |
| نو واي جوزيه        | ليفيس فالينزويلا الابن |                                                             |
| ريزار               | غزيم سلماني            |                                                             |
| راينو               | تيرانس جيرين           |                                                             |
| سامي زين            | رامي سبعي              | مدير أعمال شينسكاي ناكامورا بطل القارات                     |
| سكوت داوسن          | ديفيد هاروود           |                                                             |
| سيث رولينز          | كولبي لوبيز            | بطولة دبليو دبليو إي يونيفيرسال، بطولة دبليو دبليو إي للفرق |
| تايتوس أونيل        | ثاديوس بولارد          |                                                             |
| تايلر بريز          | ماتياس كليمنت          |                                                             |
| فيكتور              | إريك تومسون            |                                                             |
| زاك رايدر           | ماثيو كاردونا          |                                                             |
| أي جي ستايلز        | ألن نيل جونز           | بطولة دبليو دبليو إي الولايات المتحدة                       |
| كارل أندرسون        | تشاد أليغرا            |                                                             |
| لوك غالوس           | أندرو هينكينسون        |                                                             |

## السيدات
| اسم الحلبة  | الاسم الحقيقي          | ملاحظات                |
| ----------- | ---------------------- | ---------------------- |
| اليكسا بليس | اليكسيس كوفمان         | مصابة في ذراعها الأيمن |
| أليشا فوكس  | فيكتوريا كروفورد       |                        |
| بايلي       | باميلا مارتينيز        |                        |
| إمبر مون    | ادريان ريس             |                        |
| دانا بروك   | اشلي سيبرا             |                        |
| ليف مورجان  | جيونا داديو            | مصابة بارتجاج في المخ  |
| ميكي جيمس   | ميكي جيمس              |                        |
| ناتاليا     | ناتاليا نيدهارت ويلسون |                        |
| نايا جاكس   | سيلفينا فاتو           |                        |
| روندا روزي  | روندا روزي             | بطولة سيدات رو         |
| روبي ريوت   | دوري برانج             |                        |
| سارة لوغان  | سارة بردجز             |                        |
| ساشا بانكس  | مرسيدس كايستنر فارنادو |                        |

## قسم الوزن المتوسط
| اسم الحلبة      | الاسم الحقيقي     | ملاحظات                    |
| --------------- | ----------------- | -------------------------- |
| آريا ديواري     | آريا ديواري       |                            |
| أكيرا توزاوا    | أكيرا توزاوا      |                            |
| بادي ميرفي      | ماثيو ادمز        |                            |
| تي جيه بيركنز   | ثيودور بيركنز     |                            |
| توني نيس        | أنثوني نيس        |                            |
| جاك غالاغر      | أوليفر كلافي      |                            |
| درو غولاك       | درو غولاك         |                            |
| براين كيندريك   | براين كيندريك     |                            |
| سيدريك ألكساندر | سيدريك جونسون     | بطولة الكروز للوزن المتوسط |
| غران ميتاليك    | غير معروف         |                            |
| كاليستو         | إيمانويل رودريغيز |                            |
| لينسي دورادو    | خوسيه كورديرو     |                            |
| ليو راش         | ليونيل غرين       |                            |
| مصطفى علي       | عادل علام         |                            |
| نوام دار        | نوام دار          |                            |

## روابط خارجية
- دبليو دبليو إي راو على موقع IMDb (الإنجليزية)
- دبليو دبليو إي راو على موقع نتفليكس (الإنجليزية)
- دبليو دبليو إي راو على موقع كينوبويسك (الروسية)
- دبليو دبليو إي راو على موقع قاعدة بيانات الفيلم (الإنجليزية)